# ایشپمینگ غربی (میشیگان)
ایشپمینگ غربی (به انگلیسی: West Ishpeming) یک منطقهٔ مسکونی در ایالات متحده آمریکا است که در شهرستان مارکت، میشیگان واقع شده‌است. ایشپمینگ غربی ۷٫۹ کیلومتر مربع مساحت و ۲٬۶۶۲ نفر جمعیت دارد و ۴۳۹ متر بالاتر از سطح دریا واقع شده‌است.